# Luigi Concetti
Luigi Concetti (Viterbo, 6 marzo 1854 – Roma, 6 dicembre 1920) è stato un pediatra italiano.
Secondo il Dizionario biografico degli italiani, «Mya a Firenze, Luigi Concetti a Roma e Francesco Fede a Napoli sono considerati la 'gloriosa triade' dei pionieri della pediatria italiana». Più nello specifico, secondo Arturo Castiglioni, i tre accademici «con entusiasmo di scienziati e filantropi seppero con mezzi molto limitati dar vita a importanti centri di cultura pediatrica e ad essi si deve se l'insegnamento della pediatria è divenuto obbligatorio anche nelle nostre Università».

## Biografia
Ottiene la laurea in medicina del 1879 e presta subito attenzione particolare alla cura del fanciullo. Inizia ad occuparsi di malattie infantili presso l'Ospedale di Santo Spirito - sia nel reparto per bambini che nel brefotrofio del medesimo ospedale- e poi anche presso l'Ospedale del Bambin Gesù.  Nel 1882 diviene comprimario della Sala Alessandrina dell'Ospedale S. Spirito in Sassia, con annesso un piccolo reparto infantile e successivamente istituisce una sezione pediatrica, trasferita nel 1906 al Policlinico Umberto I e nel 1922 nell'attuale sede. 
Dirige l'Ospedale pediatrico "La Scarpetta" di via Titta Scarpetta a Roma, fondato nel 1892 dalla Società di Soccorso e lavoro (che si prefigge di "soccorrere i poveri col lavoro e i fanciulli con l'assistenza sanitaria ed educativa"). 
Fonda assieme a Giuseppe Mya la "Rivista di clinica pediatrica" (1903-1973).
Libero docente, nel 1894 inaugura un corso non ufficiale di pediatria, poi trasformato in corso complementare, presso la Facoltà di Medicina e Chirurgia di Roma. 
Come docente dispone che i suoi allievi siano tenuti a completare la loro preparazione con attività ambulatoriali gratuite presso ospedali (Bambin Gesù e Santo Spirito) e opere pie (ambulatorio di Trastevere, La Scarpetta ecc..) istituendo un servizio di "policlinico" che prevede anche visite domicilairi gratuite e redazione di storie cliniche. È autore di oltre 120 pubblicazioni, tra i suoi allievi: Maria Montessori, Pasquale Sorgente e Luigi Spolverini. Concetti fu il primo in Italia ad applicare la sieroterapia antidifterica, la puntura lombare sui bambini, a compiere degli studi sulla malaria in età infantile e ad indagare sulla secrezione interna, in particolare della tiroide, nel bambino.
Promosse il Primo Congresso Italiano di Pediatria e fu fondatore e presidente della Società Italiana di Pediatria 1903.